# Mancomunidad del Río Monachil

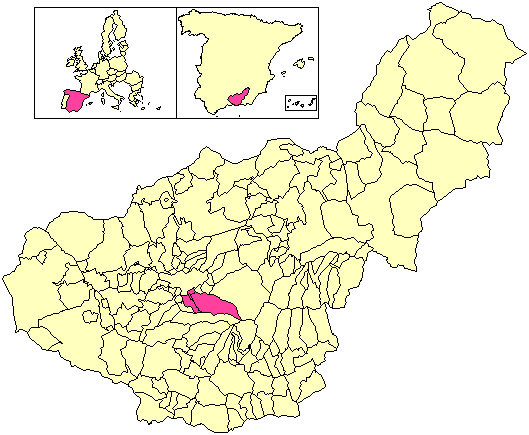
Situación de la Mancomunidad del Río Monachil en la provincia de Granada.

La Mancomunidad del Río Monachil es una agrupación voluntaria de municipios (mancomunidad) situada en la provincia de Granada, Andalucía, España. Tiene como objetivo la administración del abastecimiento de aguas procedentes de caudal común; el saneamiento; el vertido y depuración de aguas residuales; la recogida, el transporte, el vertido y el tratamiento de residuos sólidos; las actividades turísticas, culturales y deportivas; la gerencia técnica de urbanismo; el aprovechamiento de recursos hidráulicos; la sanidad y el consumo; el fomento y mejora de los servicios sanitarios; los servicios sociales; y los asuntos de la mujer y el empleo de los municipios mancomunados, todos ellos pertenecientes a la comarca de la Vega de Granada.
Esta entidad está formada por los siguientes municipios:
|             | Municipio   | Superficie | Población (2024) | Densidad          | Ayto. (2024) | Pedanías                        |
| ----------- | ----------- | ---------- | ---------------- | ----------------- | ------------ | ------------------------------- |
| La Zubia    | La Zubia    | 20,11 km²  | 20 056 hab.      | 907,01 hab./km²   | PSOE         | El Barrichuelo y Cumbres Verdes |
| Cájar       | Cájar       | 1,65 km²   | 5.492 hab.       | 2.842,42 hab./km² | PP           | -                               |
| Huétor Vega | Huétor Vega | 4,24 km²   | 12.294 hab.      | 2.724,29 hab./km² | PSOE         | -                               |
| Monachil    | Monachil    | 87,92 km²  | 8.608 hab.       | 87,96 hab./km²    | PSOE         | Barrio de la Vega               |
|             | TOTAL       | 113,92 km² | 42.457hab.       | 366,70 hab./km²   |              |                                 |